# Chim sâu họng trắng
Chim sâu họng trắng hay chim sâu Legge (danh pháp hai phần: Dicaeum vincens) là một loài chim thuộc chi Dicaeum trong họ Chim sâu. Đây là loài bản địa và sinh sản ở Sri Lanka. Nó được đặt tên theo nhà điểu học Úc William Vincent Legge.

## Mô tả
Chim sâu họng trắng là một loài chim sinh sản cư trú phổ biến trong rừng và các môi trường sống nhiều cây cối rậm rạp khác, bao gồm cả các khu vườn. Chúng đẻ mỗi tổ hai trứng, tổ treo trên cây.
Loài chim này có chiều dài 10 cm, đuôi ngắn, mỏ cong dày ngắn và lưỡi hình ống. Các đặc trưng cuối phản ánh tầm quan trọng của mật hoa trong chế độ ăn uống của nó, mặc dù quả, nhện và côn trùng cũng được nó ăn.
Chim sâu họng trắng trống có phần lưng màu lam-đen, họng và ngực trên trắng, ngực dưới và bụng vàng. Chim mái xỉn màu hơn,với phần lưng màu nâu ô liu.

## Hình ảnh

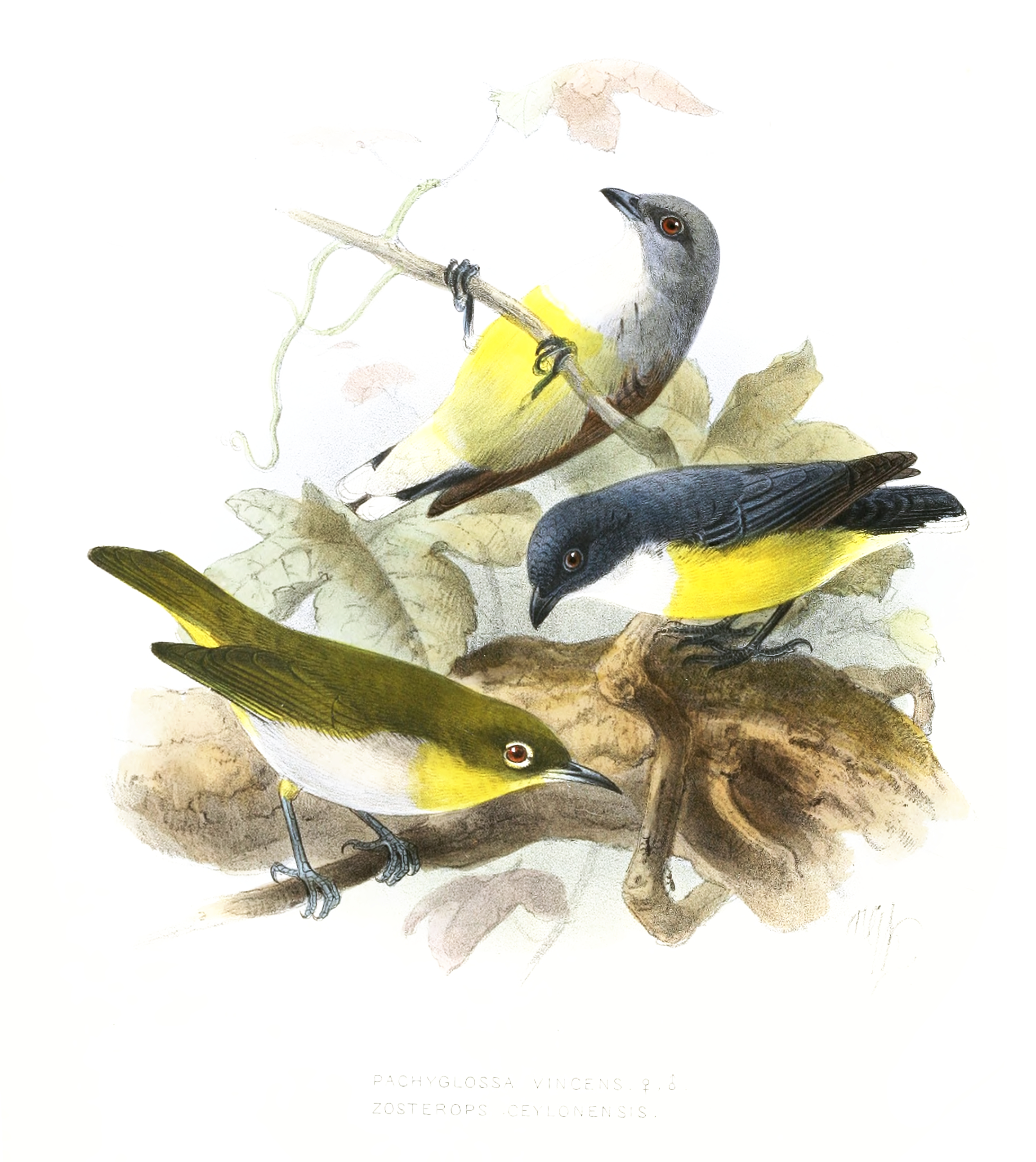
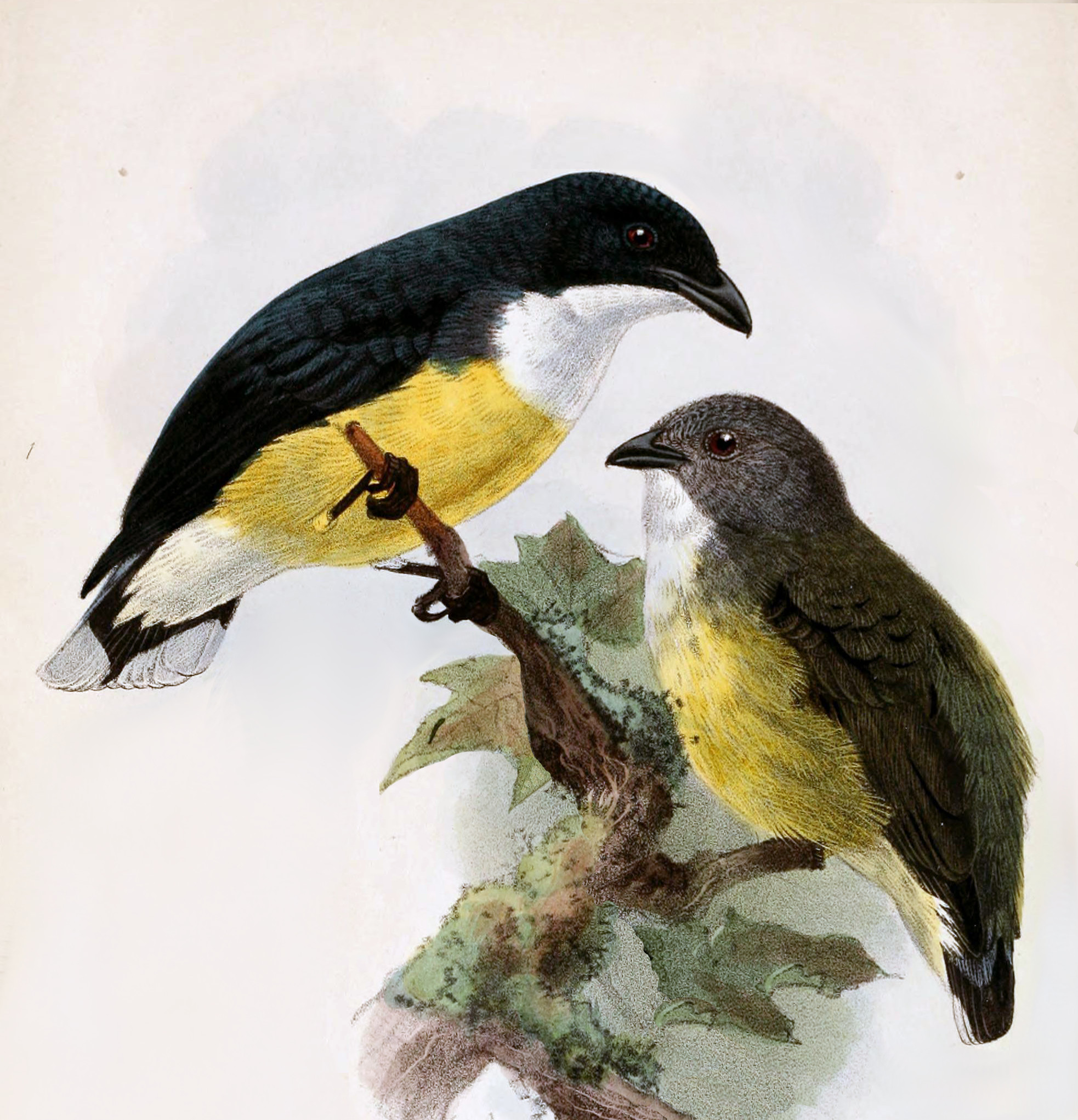